# Botschaft der Vereinigten Staaten in Moskau

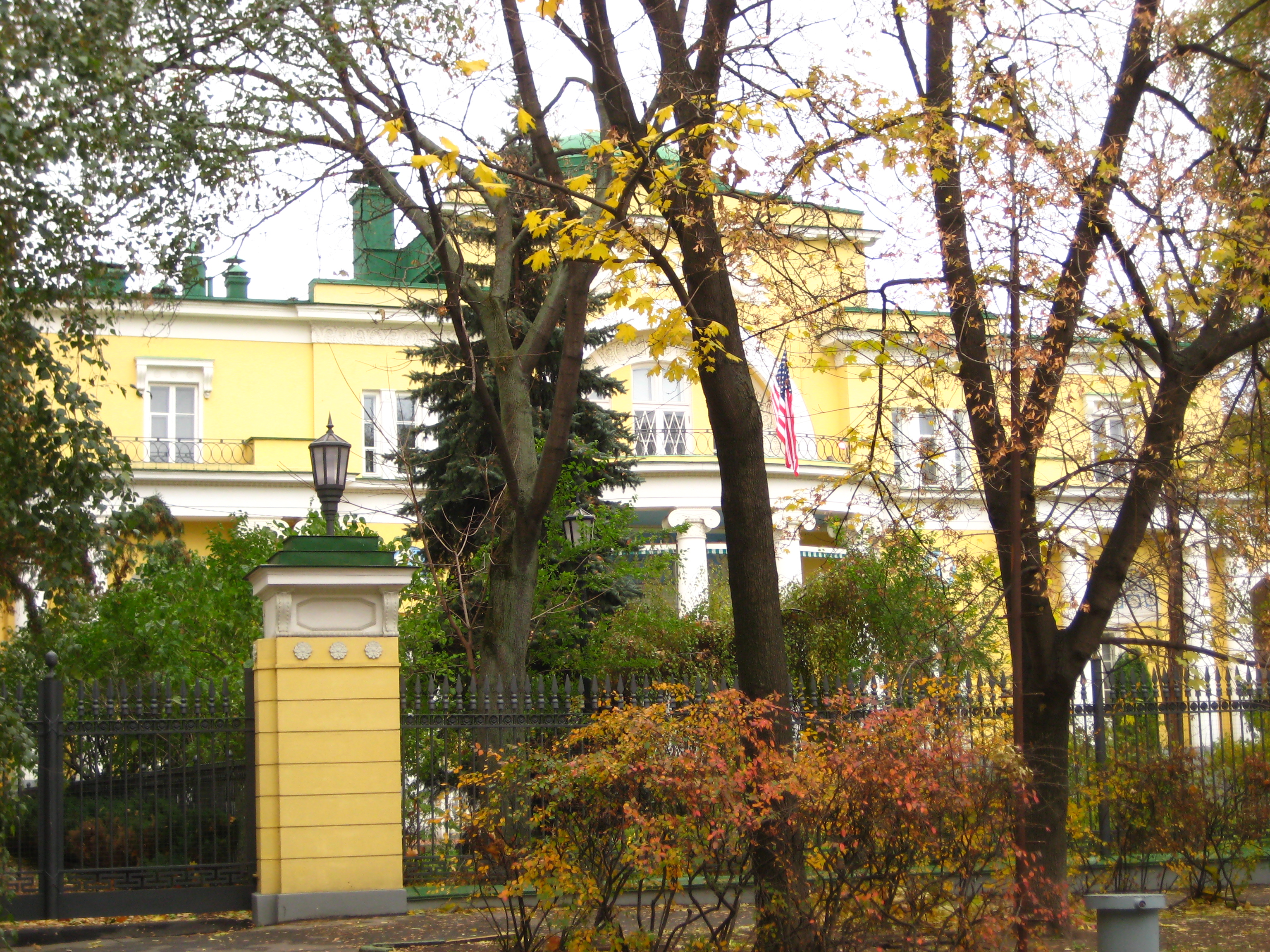
Das Spaso House des Botschaftsgeländes

Die Botschaft der Vereinigten Staaten in Moskau ist die diplomatische Vertretung der Vereinigten Staaten in der Russischen Föderation.

## Lage
Die Botschaft liegt im Zentralen Verwaltungsbezirk im Stadtteil Presnenski und verfügt über ein etwa fünf Hektar großes Gelände zwischen dem Gartenring und der Konjuschkowskaja-Straße, unweit des Tiergartens. Die Adresse der Botschaft ist Platz der Volksrepublik Donezk 1.

## Geschichte
1934 hatte die Botschaft ihren ersten Sitz unmittelbar neben dem Kreml in der Mochowaja-Straße 13. Von 1941 bis 1943 befand sie sich in Samara (damals Kuibyschew). 1953 bezog sie das zwischen 1941 und 1952 im Stil des stalinistischen Klassizismus errichtete Gebäude am Nowinski Boulevard 21 (damals Tschaikowski-Straße), welcher zum Gartenring gehört.
Nach einem Vertrag von 1972 erhielten die Vereinigten Staaten für die Botschaft ein Grundstück mit ca. 53.000 Quadratmetern für eine Zeit von 85 Jahren. (Im Jahr 1969 wurde ein ähnlicher Vertrag für die sowjetische Botschaft in Washington abgeschlossen.) Ein Gebäude wurde 1987 abgebrochen – angeblich aufgrund der Entdeckung einer großen Anzahl von Abhörgeräten, die sich in den Wänden des Gebäudes bereits seit der Bauphase befanden. Nur das Hauptgebäude wurde im Jahr 2000 nach überarbeiteten Plänen neu errichtet.
Das alte Gebäude am Nowinski-Bouleward, das auch im Besitz der USA verblieb und durch seine Lage ein gutes Angriffsziel ist, wurde am 13. September 1995 von einem Granatwerfer RPG-26 beschossen. Der Angriff, bei dem niemand verletzt wurde, erfolgte wahrscheinlich als Rache für die Operation Deliberate Force im Bosnienkrieg. Während der Operation Allied Force im Kosovokrieg am 28. März 1999 wurde das Gebäude erneut erfolglos mit dem Granatwerfer RPG-18 unter Beschuss genommen. Diesmal war die Miliz darauf vorbereitet und reagierte schnell.
Der Botschafter residiert im Herrenhaus unweit der Botschaft in der Spasopeskowski-Gasse 10. Dieses Gebäude wurde 1915 im Stil des Neoklassizismus erbaut. Dort wohnten Richard Nixon sowie Ronald Reagan während ihrer Besuche in Moskau.
Außerdem besitzt die Botschaft eine Datscha im Moskauer Naturschutzgebiet Serebrjanny Bor sowie Lagerräume. Nachdem die US-Behörden unter Verstoß gegen die Wiener Konvention diplomatisches Eigentum Russlands in den USA beschlagnahmten, untersagten die russischen Behörden ab 1. August 2017 die Nutzung der Datscha und des Lagers durch die US-Botschaft.
Von 2020 bis 2022 war John J. Sullivan der amerikanische Botschafter. Geschäftsträgerin ist seither Elizabeth Rood. Als Nachfolgerin Sullivans wurde Lynne Tracy nominiert und im Dezember 2022 vom Senat bestätigt.

## Ansichten

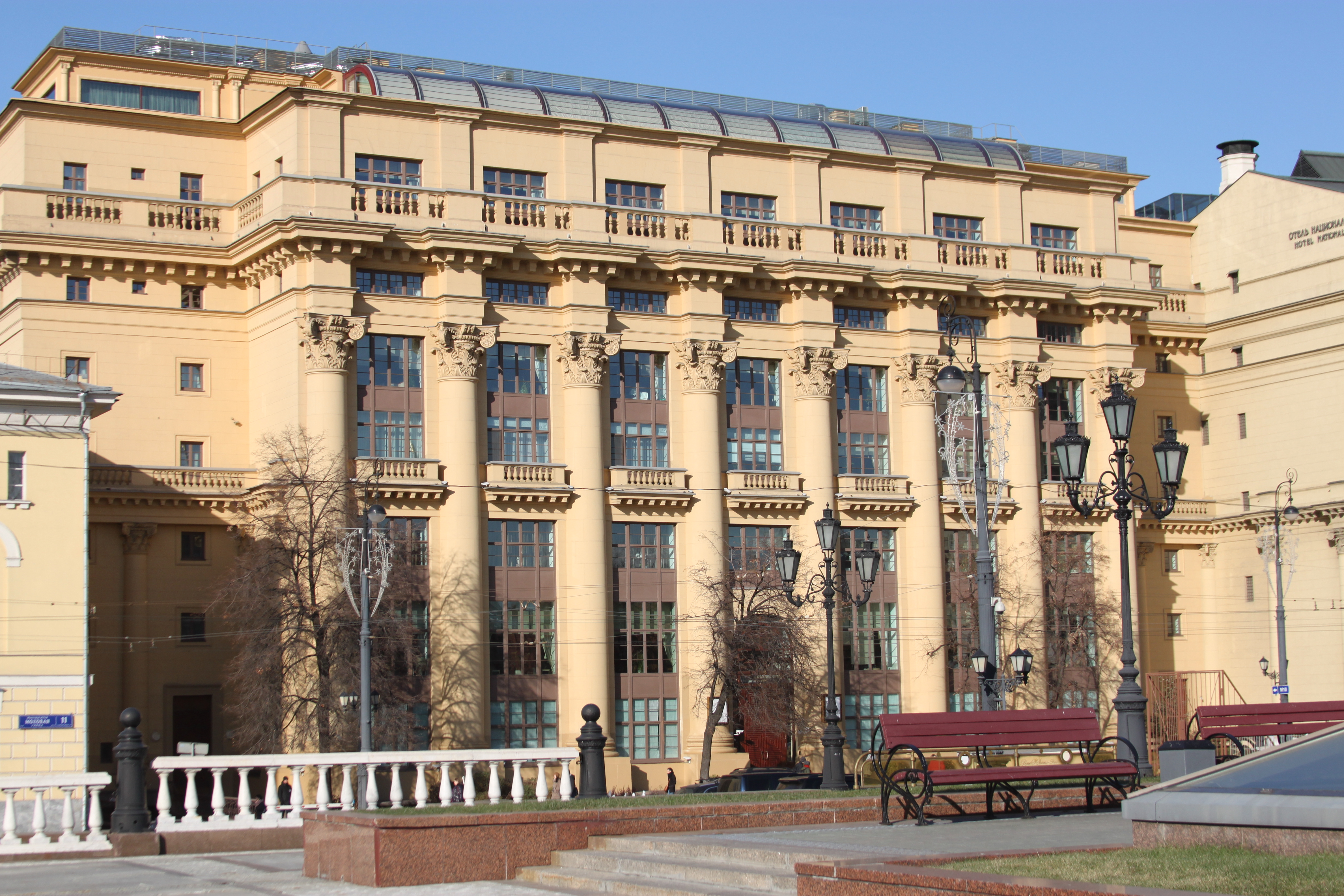
Das erste Botschaftsgebäude, Mochowaja 13
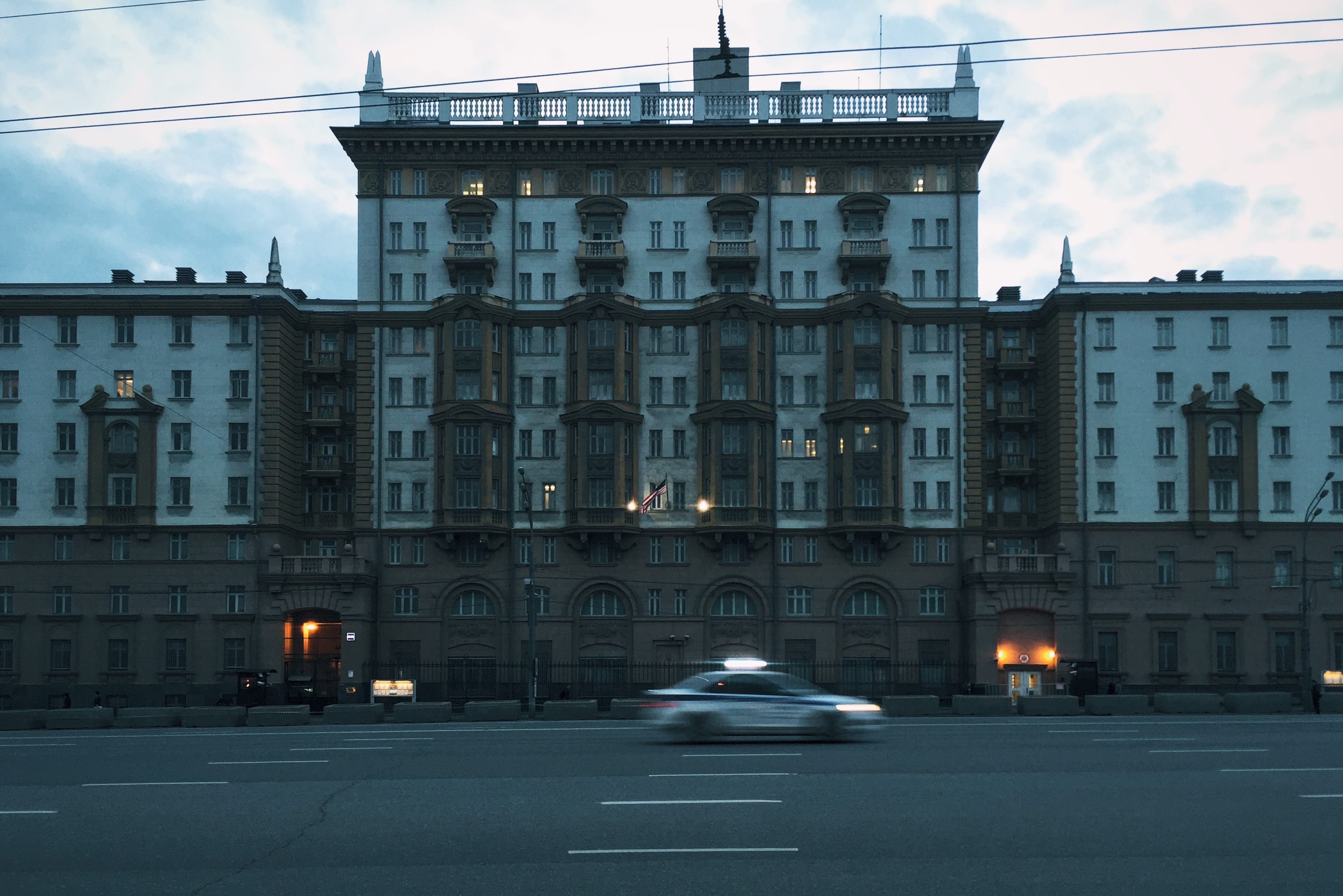
Das Gebäude am Nowinski-Boulevard
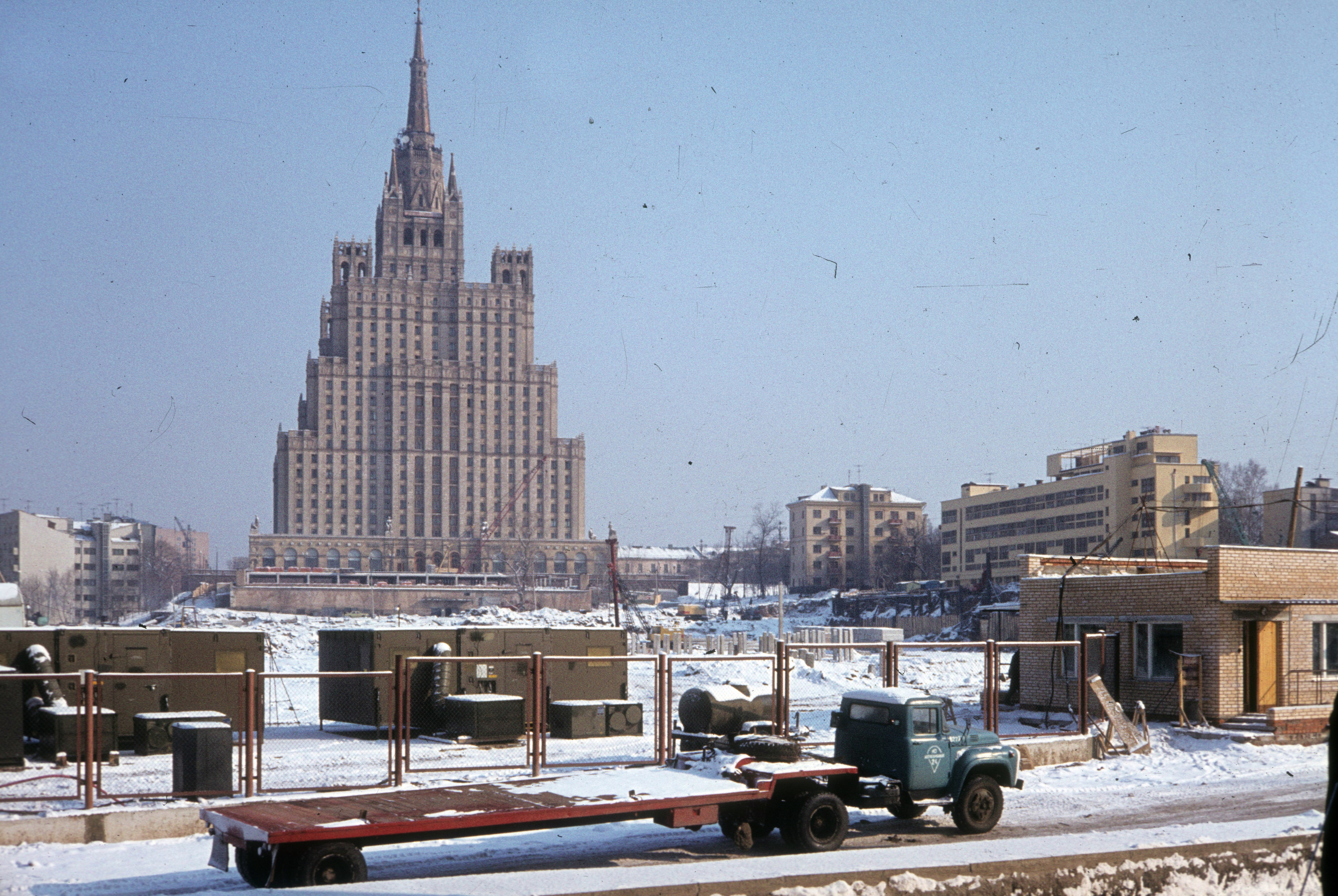
Baustelle 1971. Im Hintergrund das Hochhaus auf dem Kudrinskaya Platz. Rechts das Narkomfin-Kommunehaus.
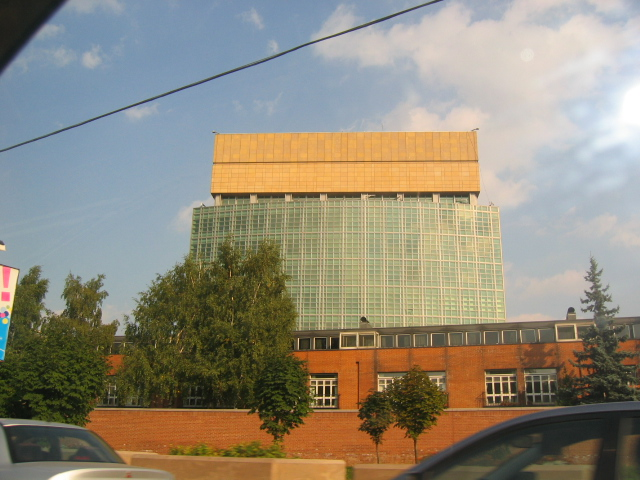
Das neue Hauptgebäude
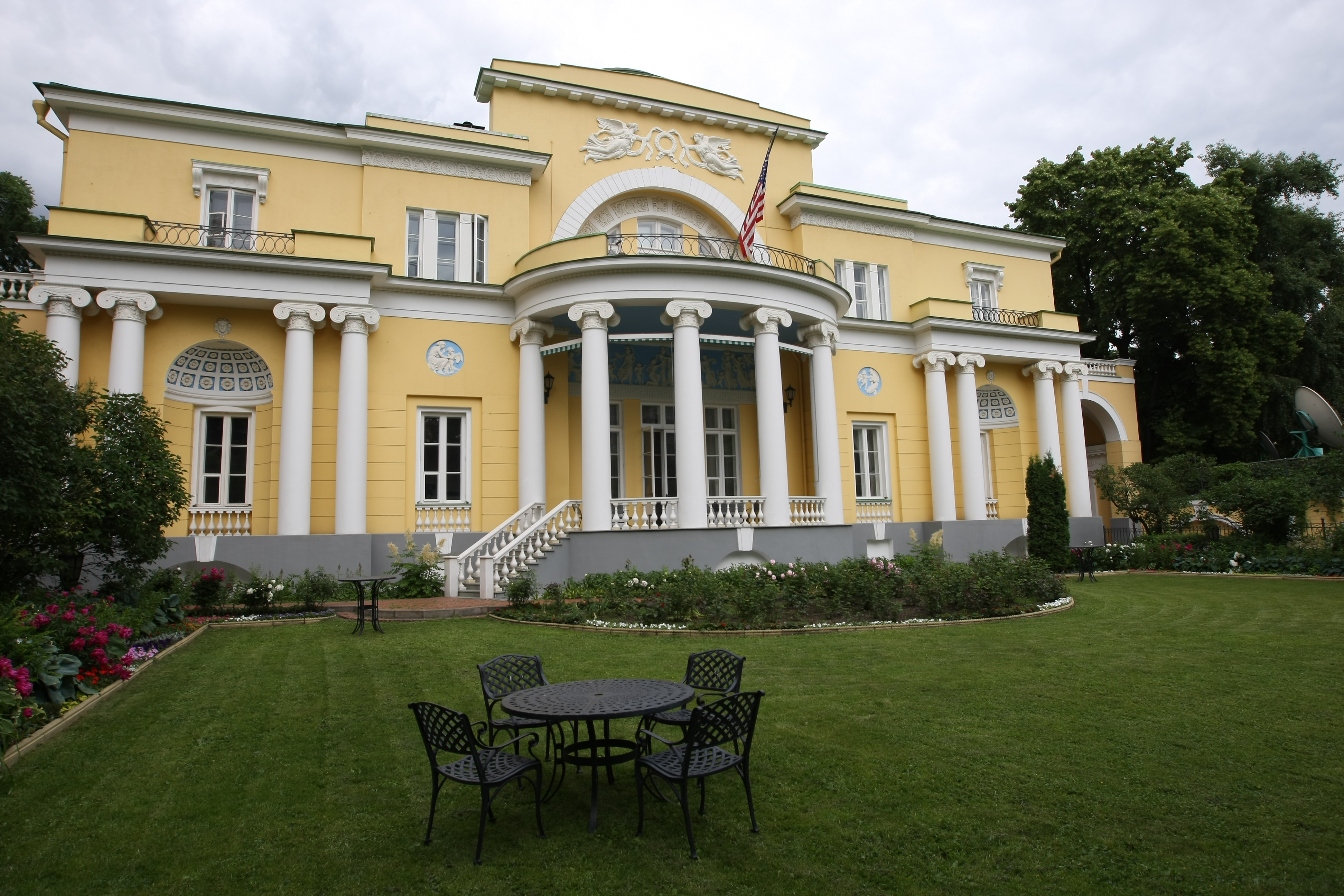
Botschafterresidenz.